# Mashchenski
Mashchenski (del ruso: Мащенский) es un jútor del raión de Kalíninskaya del krai de Krasnodar en el sur de Rusia. Está situado a 19 km al noroeste de Kalíninskaya y 77 km al noroeste de Krasnodar, la capital del krai. Tenía 84 habitantes en 2010.
Pertenece al municipio Kuibyshevskoye.